# Ядерне горіння неону
Ядерне горіння неону — послідовність термоядерних реакцій, що відбуваються в надрах масивних зір (не менше 8 мас Сонця). Для цього процесу необхідна наявність високої температури та густини (1,2× 109 К і 4× 109 кг/м³).
Основні реакції горіння неону:
| 20Ne + γ   | → | 16O + 4He |
| 20Ne + 4He | → | 24Mg + γ  |

Або:
| 20Ne + n   | → | 21Ne + γ |
| 21Ne + 4He | → | 24Mg + n |

Для масивних зір (понад 25 мас Сонця) тривалість горіння неону оцінюється в 1 рік.